# Jewish Agency for Israel

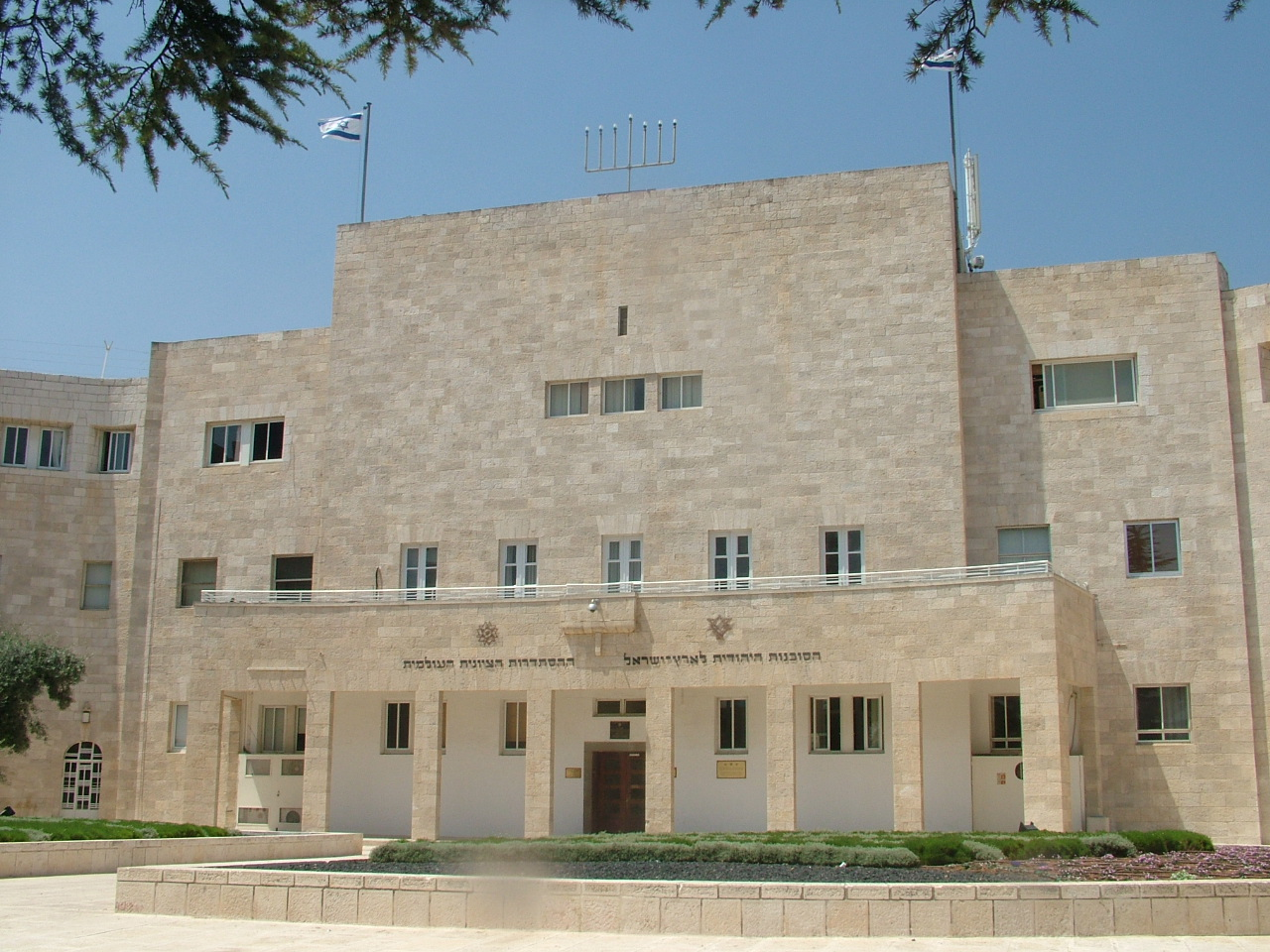
Sitz im Bejt ha-Mossadot ha-Le'umijjim in der Rechov ha-Melech George 48, Jerusalem

Die Jewish Agency for Israel (auch die Sochnut, hebräisch הַסּוֹכְנוּתִ היְּהוּדִית לְאֶרֶץ יִשְׂרָאֵל ha-Sochnut ha-Jehudit le-Erets Jisra'el, deutsch ‚Jüdische Agentur für das Land Israel‘) ist eine zionistische Non-Profit-Migrantenorganisation mit Sitz im Haus der Nationalen Institutionen in Jerusalem-Rechavia. Die Organisation finanziert sich aus Spenden. Laut Angaben der Zeitung Jerusalem Post (2022) verfügt die Jewish Agency über ein durch Spenden zusammengetragenes Budget von etwa 464,9 Millionen Euro und sieht sich für die weltweit 15,2 Millionen Juden zuständig.

## Geschichte

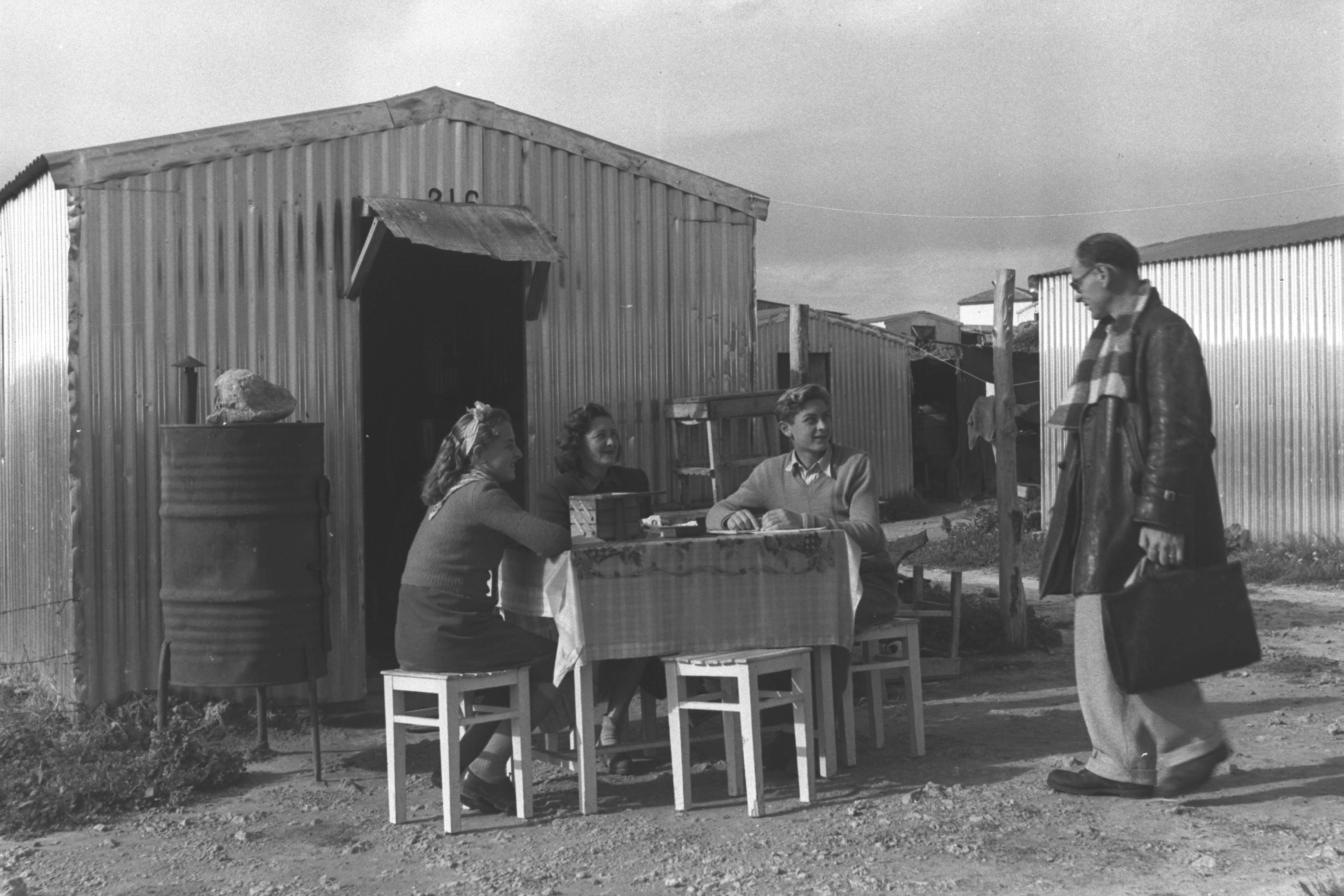
Übergangslager für Einwanderer bei Nahariya, 1952

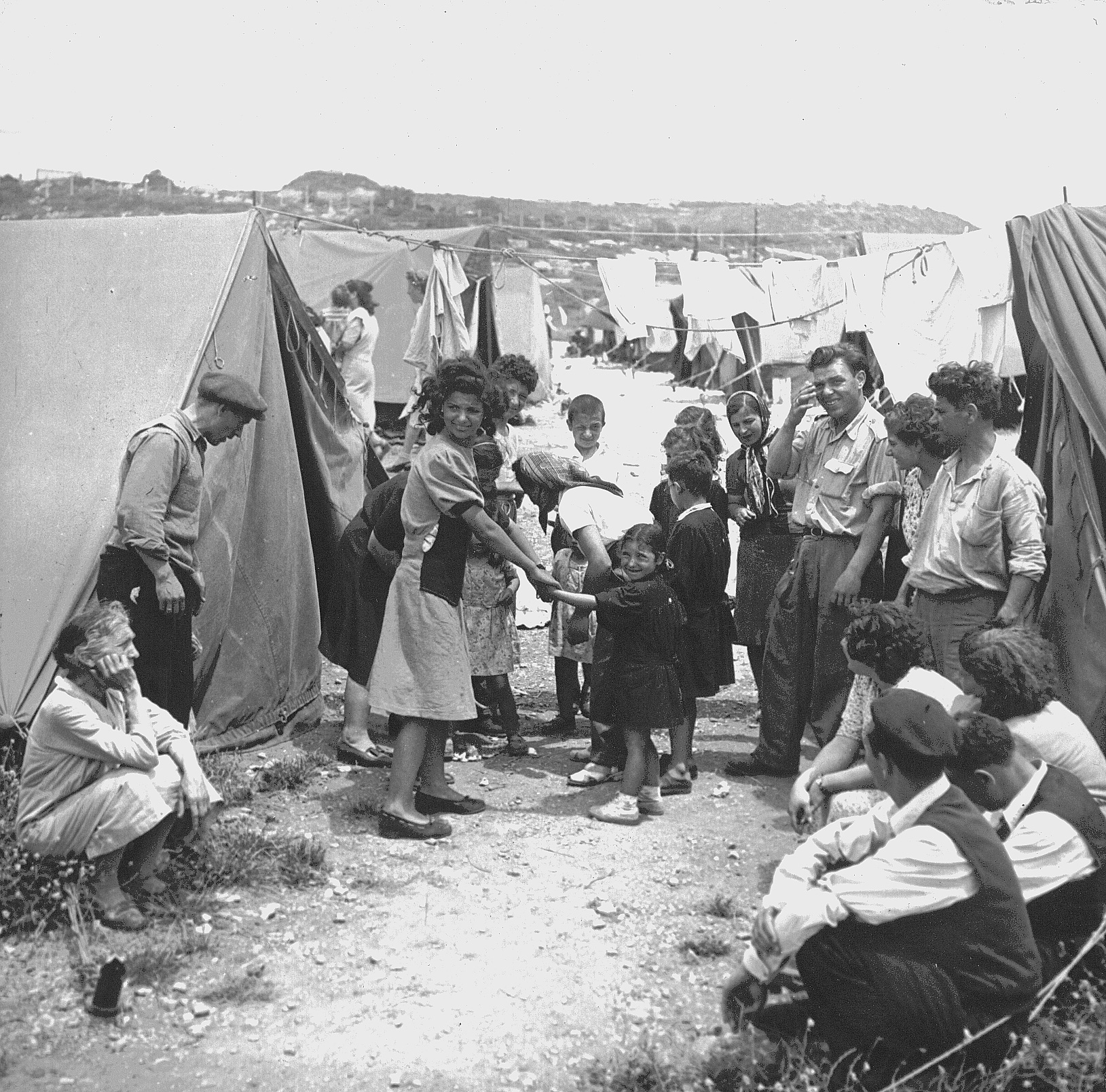
Übergangslager für Einwanderer, 1950

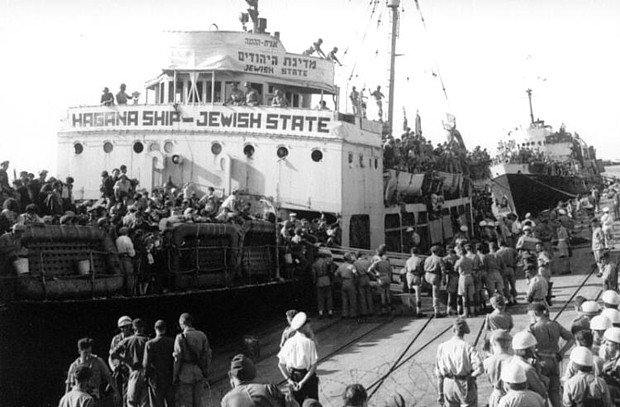
Die Hagana legt in Haifa an, 1947

### Mandatszeit
Die Jewish Agency wurde am 11. August 1929 auf dem 16. Zionistenkongress als Jewish Agency for Palestine (JAP) gegründet. Sie war die im Völkerbundsmandat für Palästina vorgesehene Vertretung der Juden und diente der britischen Mandatsverwaltung als Ansprechpartner. Allein sie war befugt, mit der Mandatsverwaltung zu verhandeln. Die Jewish Agency war aber ebenso verantwortlich für die internen Angelegenheiten der in Palästina lebenden Juden, des Jischuv. Ab 1932 gab sie die Jerusalem Post heraus.
Aufgaben der Sochnut umfassten:
- Alija, die jüdische Immigration nach Palästina
- Zuweisung von Einwanderungszertifikaten, die vom britischen Mandat ausgestellt wurden
- Ansiedlung der Immigranten
- Bau neuer jüdischer Siedlungen
- Ökonomische Entwicklung des jüdischen Gemeinwesens in Palästina
- Jüdische Erziehung und Kultur
- Jüdisches Gesundheitswesen

### Im Staat Israel
Ein 1952 geschlossenes Abkommen zwischen dem Staat Israel, der Sochnut und der Zionistischen Weltorganisation regelte die Aufgaben neu. Seit der Unabhängigkeitserklärung Israels ist die Jewish Agency in erster Linie für die Einwanderung verantwortlich. Das bedeutet, dass sie Juden in aller Welt dazu motiviert, nach Israel zu immigrieren. Die Jewish Agency beschreibt heute ihre Aufgaben wie folgt:
- Rettung von Juden in Not
- Förderung der Alija (Einwanderung von Juden nach Israel) und Integration (hebräisch קְלִיטָה Qliṭah) in die israelische Gesellschaft
- Förderung einer jüdisch-zionistischen Erziehung
- Förderung eines weltweiten jüdischen Gemeinschaftsgedankens

Im Staat Israel unterhält die Jewish Agency mehrere Aufnahmezentren, in denen Immigranten befristet Unterkunft finden können. In den 1950er Jahren dagegen fanden „orientalische Juden“, überwiegend arabisch-jüdische Flüchtlinge und Vertriebene ihrer großen Zahl wegen meist nur Aufnahme in so genannten Maʿbarot (מַעְבָּרוֹת, sg. מַעְבָּרָה Maʿbarah, deutsch ‚Übergangslager‘), provisorischen Baracken- und Zeltlagern, in denen sie oft jahrelang auf den Umzug in feste Wohnungen warten mussten. Auf der kommunalen Ebene finden sich zahlreiche Organisationen, die verschiedene soziale Unterstützungsmaßnahmen und Bildungsprogramme für Einwanderer anbieten.
1993 rief die Sochnut das Projekt „Alija 2000“ ins Leben. Es umfasst ca. 200 Alija- und Absorptionsprogramme. „Alija 2000“ bemüht sich, schon vor der Ankunft des Einwanderers in Israel, Wohn- und Arbeitsplätze zu organisieren. Die Organisation ist an über 140 Unternehmen (subsidiary companies) beteiligt (Stand 2016).

## Vorsitzende
(Elected Chairman of the Executive)
- Frederick Hermann Kisch – 1923–1931
- Chaim Arlosoroff – 1931–1933
- Arthur Ruppin – 1933–1935
- David Ben-Gurion – 1935–1948
- Berl Locker – 1948–1956
- Salman Schasar – 1956–1961
- Mosche Scharet – 1961–1965
- Louis Arie Pincus – 1965–1974
- Pinchas Sapir – 1974–1975
- Yosef Almogi 1974–1975
- Arieh Dulzin – 1974 1978–1987
- Simcha Dinitz – 1987–1994
- Avraham Burg – 1995–1999
- Sallai Meridor – 1999–2005
- Ze'ev Bielski – 2005–2009
- Natan Scharanski – 2009–2018
- Jitzchak Herzog – 2018–2021[5]
- Jakob Haguel – 2021–2022 (ad interim)
- Doron Almog – seit 2022

## Aktuelle Aufgaben und Initiativen der Jewish Agency for Israel
Die Jewish Agency for Israel ist weiterhin aktiv in den folgenden Bereichen:
- Aliyah und Integration
  - Unterstützung von Juden weltweit bei der Einwanderung nach Israel.
  - Bereitstellung von Wohnraum, Arbeitsplätzen und Integrationsprogrammen.
  - Spezielle Programme für Einwanderer aus Krisengebieten wie der Ukraine.[6][7]
- Jüdische Bildung und Identität
  - Durchführung von Sommerlagern und Bildungsreisen nach Israel.
  - Führungstrainings und Programme zur Stärkung der jüdischen Identität.
  - Unterstützung von jüdischen Schulen und Bildungseinrichtungen weltweit.[8]
- Gemeinschaftsresilienz
  - Finanzielle Hilfe und psychologische Unterstützung für jüdische Gemeinden in Krisengebieten.
  - Initiativen zur Stärkung der Gemeinschaft und Förderung der Resilienz.
  - Programme wie JReady, die Gemeinden Werkzeuge zur Bewältigung aktueller und zukünftiger Herausforderungen bieten.[9]
- Globale jüdische Verbindungen
  - Aufbau und Pflege von Verbindungen zwischen jüdischen Gemeinden weltweit und Israel.
  - Programme wie Shlichim (Emissäre) und Masa Israel Journey.
  - Unterstützung von Initiativen wie Birthright Israel und Partnership2Gether.[10]
- Unterstützung während Krisen
  - Bereitstellung von Notfallhilfe und Unterstützung für jüdische Flüchtlinge aus der Ukraine.
  - Anpassung von Programmen während der COVID-19-Pandemie zur Einhaltung von Gesundheits- und Sicherheitsrichtlinien.
  - Zusammenarbeit mit globalen jüdischen Gemeinden zur Bewältigung von Krisen.[11]

## International
Die Organisation ist in 80 Ländern vertreten; über 450 Schlichim (שְׁלִיחִים Schlīchīm = Mehrzahl von שָׁלִיחַ Schalīach, deutsch ‚Abgesandter‘) sind auf fünf Kontinenten verteilt.
Das russische Justizministerium stellte im Juli 2022 einen Auflösungsantrag gegen die Jewish Agency in Russland.
Der Ministerpräsident Israels Jair Lapid traf sich mit Vertretern des Außenministeriums und des Nationalen Sicherheitsrats, um über die Causa zu beraten.